# Kazuki Sato (fodboldspiller, født 1993)
 For alternative betydninger, se Kazuki Sato. (Se også artikler, som begynder med Kazuki Sato)
Kazuki Sato (født 18. maj 1993) er en japansk fodboldspiller, som spiller for den japanske fodboldklub Kataller Toyama.